# Трејси Макгрејди
Трејси Макгрејди (енгл. Tracy McGrady; Бартоу, 24. мај 1979) је бивши амерички кошаркаш који је играо у НБА, где је био бек шутер и крило. Макгрејди је седмоструки НБА Ол-Стар играч, девет пута спадао у Идеални тим НБА, двоструки Најбољи стрелац НБА лиге и једном освајач НБА Најкориснијег играча године. Примљен је у Меморијалну кошаркашку кућу славних 2017. године.
Макгрејди је ушао у НБА директно из средње школе и био је изабран као девети пик, прве рунде драфта, од стране Торонто Репторса. У почетку каријере био играч са мањом минутажом, постепено је побољшавао улогу у тиму, да би на крају формирао занимљив дуо са својим рођаком Винсом Картером. 2000. године је напустио Торонто и придружио се Орландо Меџику, где је постао један од најбољих стрелаца лиге и кандидат за освајача НБА Најкориснијег играча године.2004. године, трејдован је у Хјустон Рокетсе, где је био тандем са центром Јао Мингом,  како би помогао Хјустону да постане вишегодишњи плеј-оф тим. У његовим последњим сезонама у НБА задобио је повреде, и повукао се 2013. после кратког играња у Кингдао ДаблСтар Иглсима (ЦБА-Кинески кошаркашки савез) и Сан Антонио Спарсима.
Од одласка у пензију, Трејси је радио као кошаркашки аналитичар за ЕСПН. Од априла до јула 2014. године, остварио је свој сан о игрању професионалног бејзбола, играјући за Шугар Ланд Скитерс.

## Детињство и младост
Макгрејди је рођен 24. маја 1979, у Бартоу на Флориди, од нјегове мајке Меланиз Вилфорд. Његов отац није био део његове свакодневице, па је Меланиз одгојила Трејсија уз помоћ своје мајке Роберте у Оберндејл. Као младић, Мекгрејди је три године играо средњошколску кошарку и бејзбол у средњој школи Оберндејл, пре него што је прешао на сениорску хришћанску академију у Дараму, Северна Каролина. У својој јуниорској години у Оберндејлу, Макгрејди је убацио просеке од 23,1 поена и 12,2 скока, 4 асистенције и 4,9 блокада по утакмици. Релативно непознати играч који долази са Флориде, дао је себи име по добрим резултатима у Адидас АБЦД Кампу, искуство које је помогло да Макгрејди препозна свој прави таленат. Касније је размислио, "Нико није имао појма ко је Трејси Макгрејди. Сони Вакаро ми је дао ту платформу, а ја сам играо против најбољих играча света у то време. Напустио сам камп као играч бр. 1 у нацији, 175. до 1. ". Под његовим вођством, Планина Зајон је постао другопласирани тим у земљи, а Макгрејди је проглашен за МекДоналдсов Ол-Американ, национални играч године од стране УСА Тодеја, а Северна Каролина Мр. Баскетбола од стране Асосиеитед Преса. Такође је играо и током Раундбол класика 1997, постигавши 13 поена. Његов просек за сениорску годину био је 27,5 поена, 8,7 скокова, 7,7 асистенција, 2,8 украдених лопти и 2 блокаде по утакмици. У почетку је Макгрејди размишљао о игрању факултетске кошарке на Универзитету у Кентакију, али на крају је одлучио да уђе у НБА драфт јер је био пројектован избор лутрије (lottery projected pick).